# توشبا
توشبا (بالتركية: Tuşba)‏ هي بلدة ومُديريَّة تقع في ولاية وان بتركيا. تصل مساحتها إلى 1948 كم²، وترتفع عن سطح البحر حوالي 1685 م.